# Dmitri Lepikov
Dmitri Lepikov (Rusia, 21 de abril de 1972) es un nadador ruso retirado especializado en pruebas de estilo libre, donde consiguió ser campeón olímpico en 1992 en los 4x200 metros, representando al Equipo Unificado.

## Carrera deportiva
En los Juegos Olímpicos de Barcelona 1992 ganó la medalla de oro en los relevos de 4x200 metros libre, con un tiempo de 7:11.95 segundos, por delante de Suecia y Estados Unidos (bronce); y también ganó el oro en la misma prueba en el campeonato europeo en piscina larga de Sheffield 1993.